# Tamara Lunger
Tamara Lunger (Bolzano, 6 de junio de 1986) es una alpinista italiana que inició su carrera deportiva como esquiadora.

## Biografía
Natural de la ciudad italiana de Bolzano, cercana a la frontera con Austria, es hija del esquiador Hansjörg Lunger. Comenzó a practicar esquí de montaña en 2002, siendo su primera competición una carrera vertical en San Martino di Castrozza.
El 23 de mayo de 2010, Lunger se convirtió en la escaladora más joven (con 23 años, 11 meses y 17 días) en haber alcanzado la cima principal del Lhotse. En febrero de 2015, Tamara intentó escalar el Manaslu junto con su compatriota Simone Moro, pero tuvieron que abandonar la escalada debido a las fuertes nevadas. Durante la temporada de invierno 2015-2016, en su intento con Simone Moro, Alex Txikon y Ali Sadpara para el primer ascenso invernal al Nanga Parbat, se rindió a solo 70 metros de hollar la cima. En febrero de 2018, nuevamente con Simone Moro, realizó la primera ascensión invernal del pico Pobeda (en la Siberia rusa).
En diciembre de 2019, Lunger y Simone Moro intentaron el primer ascenso invernal de los picos Gasherbrum I y Gasherbrum II, en la cordillera del Karakórum. La expedición se suspendió después de que Moro resultara herido en una caída después de haber cruzado la cascada de hielo.
En diciembre de 2020, nuevamente junto a Moro y al alpinista rumano Alex Gavan, viajó a Pakistán para tratar el ascenso invernal del K2, compartiendo estancia en el campamento base con la expedición nepalí que conseguiría el 16 de enero de 2021 hollar por primera vez la cumbre en este período. El mismo día que se conseguía la hazaña, Lunger, Moro y Gavan, junto con un equipo médico, alertados por el chileno Juan Pablo Mohr, trataron de realizar una misión de rescate para salvar al español Sergi Mingote, que bajaba al campamento base y que fallecería a consecuencia de una caída.